# Ain Legdah
Ain Legdah (àrab عين لكداح) és una comuna rural de la província de Taounate de la regió de Fes-Meknès. Segons el cens de 2014 tenia una població total de 11.422 persones.